# Shimanto (pueblo)
Shimanto (四万十町 Shimanto-chō?) es un pueblo localizado en la prefectura de Kōchi, Japón. En junio de 2019 tenía una población estimada de 16.146 habitantes y una densidad de población de 25,1 personas por km². Su área total es de 642,30 km².

## Geografía

### Localidades circundantes
- Prefectura de Kōchi
  - Kuroshio
  - Nakatosa
  - Shimanto
  - Tsuno
  - Yusuhara
- Prefectura de Ehime
  - Kihoku
  - Matsuno

## Demografía
Según los datos del censo japonés, esta es la población de Shimanto en los últimos años.
| 1995   | 2000   | 2005   | 2010   | 2015   |
| ------ | ------ | ------ | ------ | ------ |
| 23.081 | 21.844 | 20.527 | 18.712 | 17.325 |

## Relaciones internacionales

### Ciudades hermanadas
- Distrito de Gochang, Corea del Sur – desde el 2 de abril de 2012